# Toyota Tacoma
A Toyota Tacoma egy pickup-típus, amelyet a japán Toyota Motor Corporation készít 1995 óta, a Toyota Hilux utódjaként. Összesen 3 generációja van. A modellt 2010 végén kivonták az európai piacról, jelenleg nincs hivatalos utódja az autópiacon.
A Tacoma a Toyota egyik legnagyobb darabszámban eladott pickupja. Összesen 2 614 096 darabot adtak el belőle.

## Generációi

### N140, N150, N160, N170 (1995–2004)

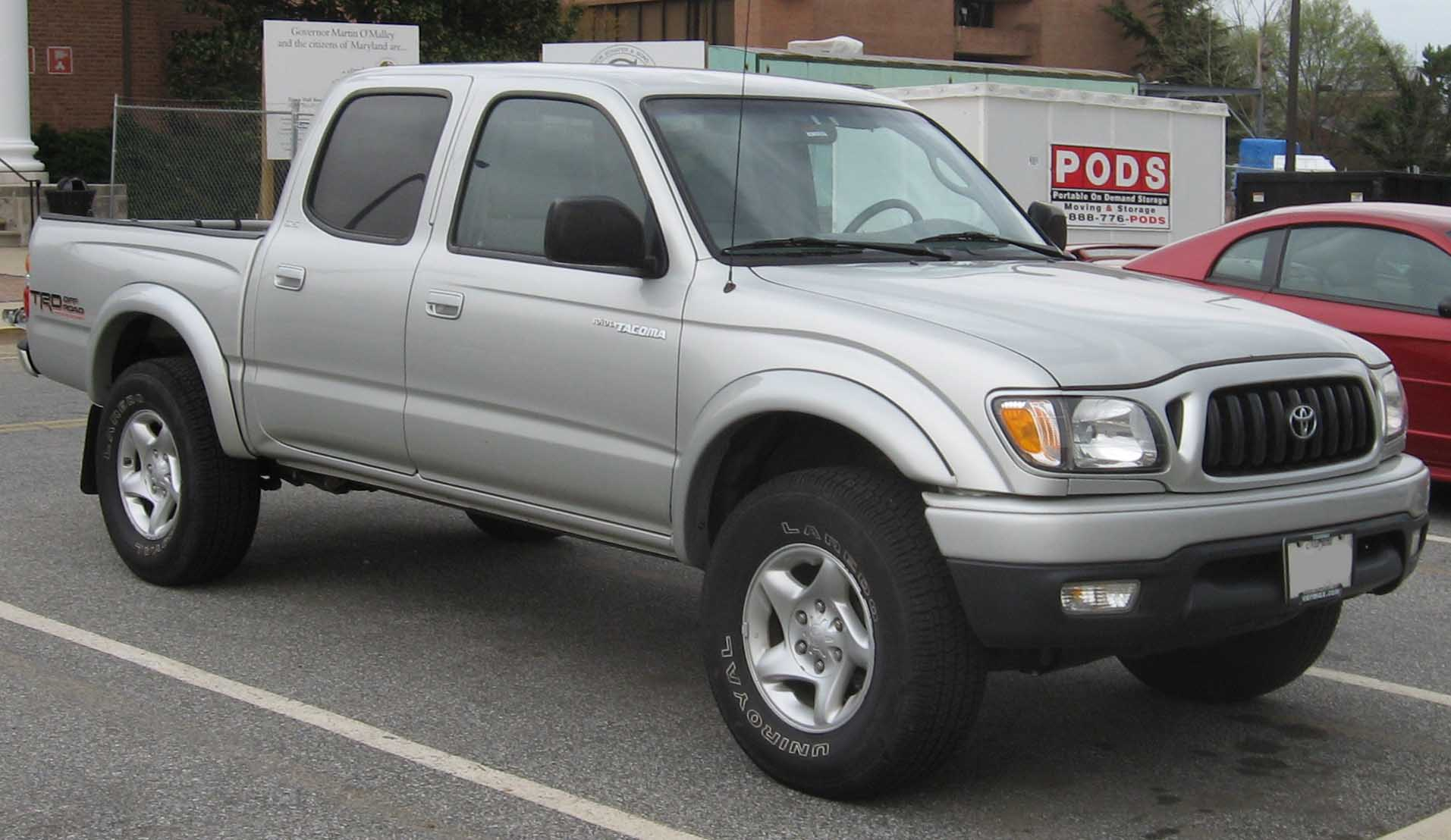
Toyota Tacoma 1995-2004

Az N140/N150/N160/N170 az első generáció. A gyár 1995-től 2004-ig készítette a modelleket.

### N220, N240, N250, N260, N270 (2004–2015)

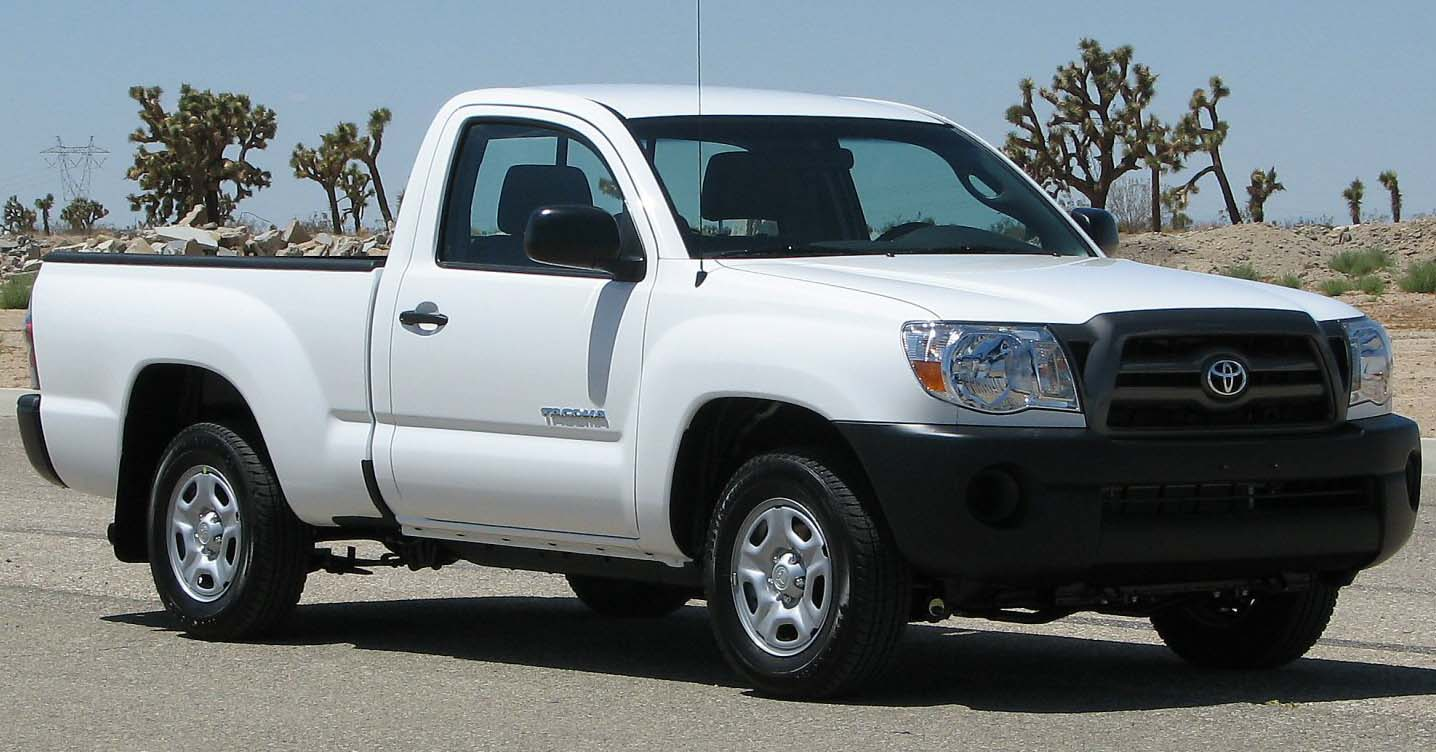
Toyota Tacoma 2004-2015

Az N220/N240/N250/N260/N270 a második generáció. A gyár 2004-től 2015-ig készítette a modelleket. 2010-ben módosították a karosszériát.

### N300 (2015-től)

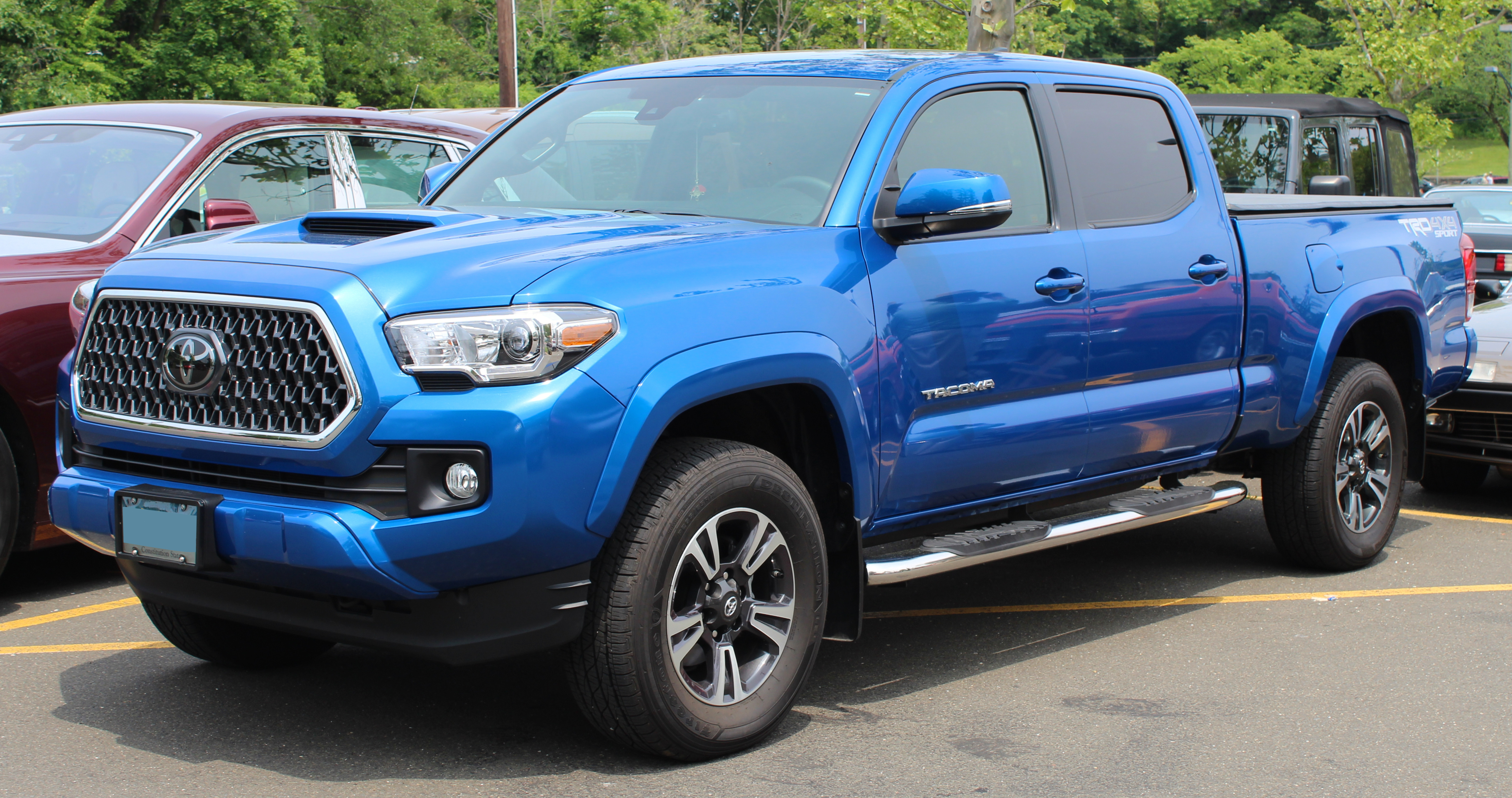
Toyota Tacoma 2015-től

Az N300 a harmadik generáció. A gyár 2015-től készíti a modelleket. 2020-ban módosították a karosszériát.

## Fordítás
- Ez a szócikk részben vagy egészben  a   Toyota Tacoma című angol Wikipédia-szócikk fordításán alapul.  Az eredeti cikk szerkesztőit annak laptörténete sorolja fel. Ez a jelzés csupán a megfogalmazás eredetét és a szerzői jogokat jelzi, nem szolgál a cikkben szereplő információk forrásmegjelöléseként.